# Alfons Maseras i Galtés
Alfons Maseras i Galtés (Sant Jaume dels Domenys, Baix Penedès, 23 de febrer de 1884 - Tolosa, Llenguadoc, 27 d'octubre de 1939) fou un escriptor, narrador, periodista, traductor, poeta i dramaturg català.

## Biografia
El seu pare era metge i volia que el seu fill en seguís la carrera, però ell abandonà els estudis i es dedicà a la literatura. El 1898 fou un dels fundadors de l'Associació Catalanista La Falç. Cap al 1899 freqüentava Els Quatre Gats, on probablement feu amistat amb Pablo Ruiz Picasso, que el va retratar; el 1900 va escriure els seus primers escrits a Joventut i Catalunya Artística, i el 1901 va dirigir, juntament amb Emmanuel Alfonso, la revista Auba.
Fou el primer desenvolupador del concepte de pancatalanisme encunyat per Josep Pijoan i Soteras. Tot i que aleshores era vinculat políticament a la Lliga Regionalista, també era membre de la Unió Catalanista, i formà part del Comitè de Germanor amb els Voluntaris Catalans, creat el 1916. Amic d'Eugeni d'Ors, entra com a secretari i professor a l'Escola de Bibliotecàries el 1919, però la destitució d'Ors el maig de l'any següent fa que renunciï al càrrec. Residí llargues temporades a París, on durant la dictadura de Miguel Primo de Rivera dirigí Le Courrier Catalan, fou corresponsal de La Veu de Catalunya amb el sobrenom de Zenon, i col·laborà a la Societat d'Estudis Militars. També a París escriví Pancatalanisme.
Tota la seva obra, bàsicament romàntica, es caracteritza per l'adaptació mimètica de distints corrents i autors europeus de moda. És potser la més personal, malgrat les influències de Giacomo Leopardi. Traduí al català Molière, Alfred de Musset, William Shakespeare, Silvio Pellico i Giacomo Leopardi. Col·laborà en molts diaris i revistes: Papitu, Un enemic del Poble, Diario de Barcelona i altres.
Quatre dies abans que les tropes franquistes entressin a Barcelona, s'exilia a França, sense la seva família, amb un grup d'intel·lectuals catalans. Malalt, trist i derrotat, mor pocs mesos més tard, el 27 d'octubre de 1939.

## Obres

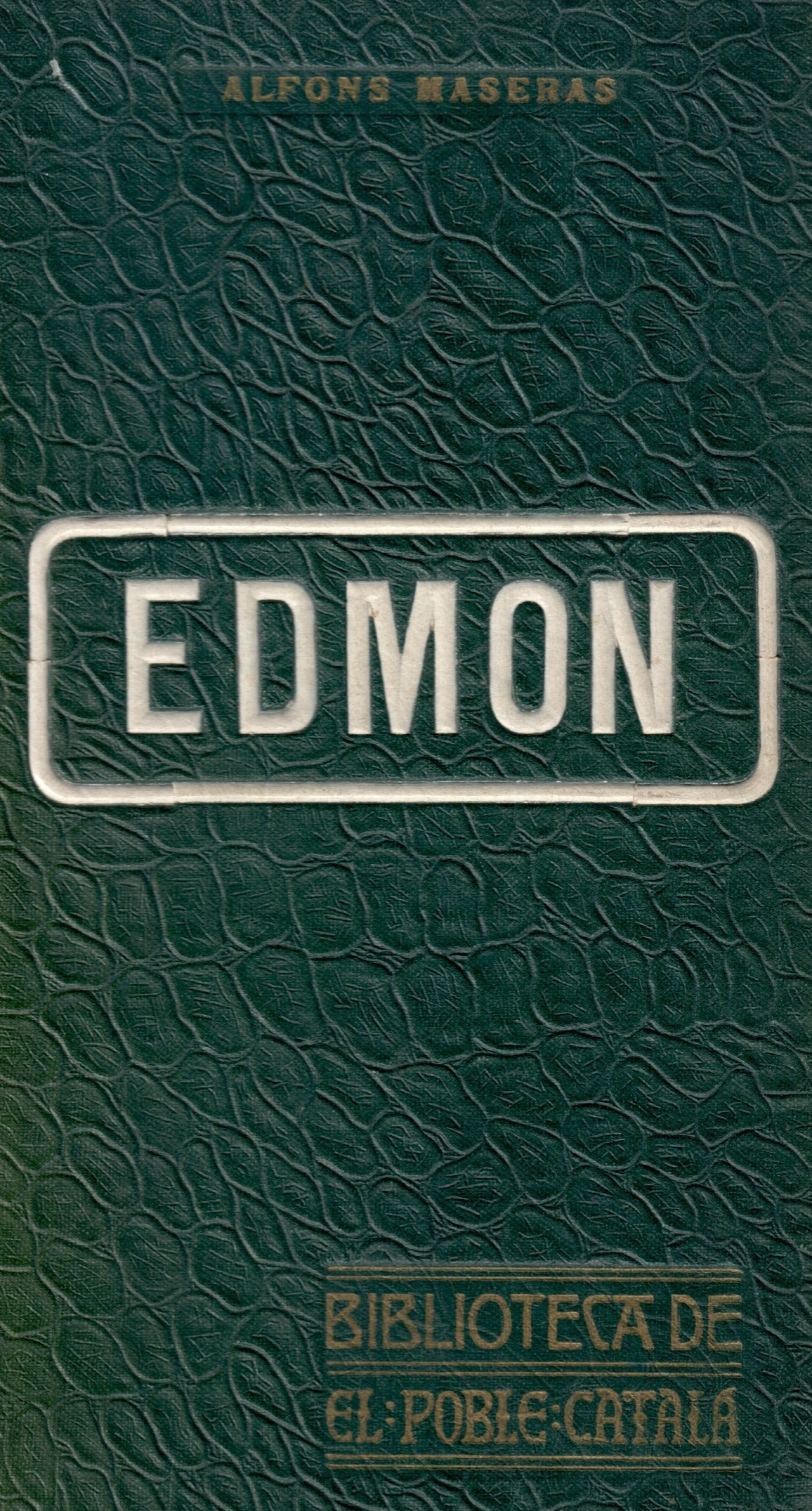
Edmon (Prefaci - L'epistolari) d'Alfons Maseras, publicat a Barcelona l'any 1908 a la Biblioteca de El Poble Català

- Edmon (Prefaci - L'epistolari) d'Alfons Maseras, publicat a Barcelona l'any 1908 a la Biblioteca de El Poble Català Edmon (1908), premi del setmanari El Poble Català
- La fi d'un idil·li (1908)
- L'adolescent (1909)
- Sota el cel de París (1910), narració
- Contes fatídics (1911)
- Ildaribal (1915)
- A la deriva (1921)
- La venjança d'un poeta. Edició de 57 pàgines a La Novel·la d'Ara, ca. 1924
- La Il·lusió. Edició de 59 pàgines a La Novel·la d'Ara, cap a l'any 1924
- La Sospita. Edició de 62 pàgines a La Novel·la d'Ara, vers 1924
- Roda-soques. Edició de 57 pàgines a La Novel·la d'Ara, circa 1924
- La obra lírica de Fernando Maristany (1923). Barcelona: Editorial Cervantes.
- La ratlla (1929), premi Concepció Rabell el 1930
- L'hereu (1929)
- Guerau i Marta (1932)
- Estampes (1932), premi Concepció Rabell el 1934
- L'estudiant de Cervera (1935)
- Invocació i altres poemes (1938)

### Traduccions
- Noves proves de la catalanitat de Colom, de Lluís Ulloa (1927)
- El senyor de Pourceaugnac, de Molière (1934)
- Resurrecció, de Lev Tolstoi (1928), co-traduïda amb R. Llates

### Poesia
- La Fi d'un Idil·li, novel·la publicada a Barcelona l'any 1908 dins la Biblioteca Popular de L'AvençDelirium (1907)
- La llàntia encesa (1926)

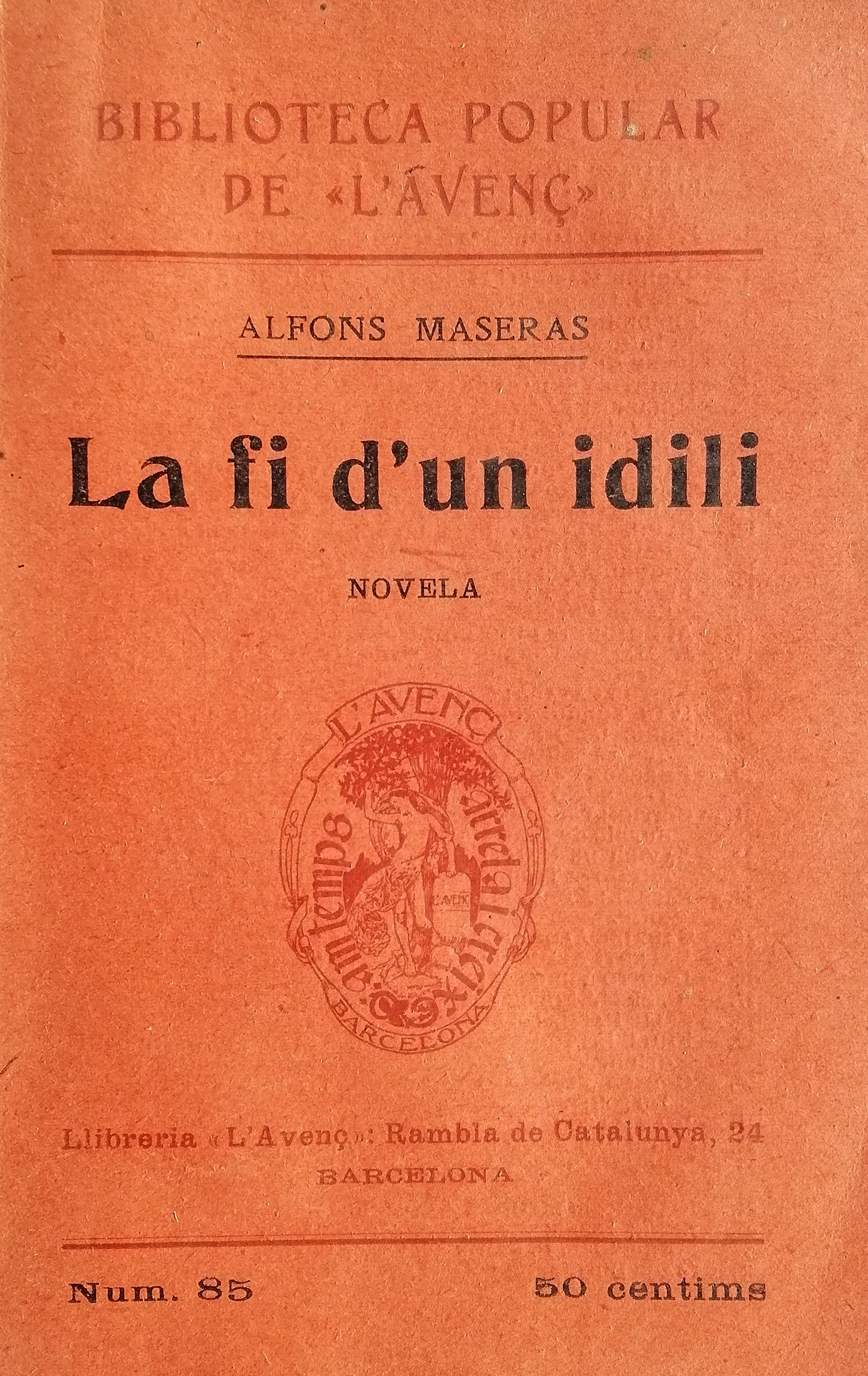
La Fi d'un Idil·li, novel·la publicada a Barcelona l'any 1908 dins la Biblioteca Popular de L'Avenç

Poemes presentats als Jocs Florals de Barcelona
- Eroxandre & Lydia (1907), premi extraordinari dels Mantenidors
- El Miracle (1932)
- Col·loqui (1932)
- Heptacord (1934)

## Fons literari Maseras
Biblioteca de Catalunya. Manuscrits. Fons literari Maseras